# Grupa Krowy
Grupa Krowy – grupa skał w dolinie Zimny Dół we wsi Czułów w województwie małopolskim, w powiecie krakowskim, w gminie Liszki. Pod względem geograficznym jest to obszar Garbu Tenczyńskiego będącego południowym fragmentem Wyżyny Krakowsko-Częstochowskiej.
Skały znajdują się na orograficznie lewych zboczach Zimnego Dołu, powyżej Źródła w Zimnym Dole i powyżej domu nad tym źródłem. Mają wysokość kilku metrów i uprawiany jest na nich bouldering. Fani tego rodzaju wspinaczki wyróżniają w Grupie Krowy następujące skałki: Byk, Krowa, Górna Łąka, Dolna Łąka, Jałówka. Do końca 2019 roku poprowadzili na nich ponad 80 dróg wspinaczkowych.
Skały zbudowane są z wapienia zrostkowego. Mają kształt grzybów skalnych, baszt i murów skalnych. Ich charakterystyczną cechą są okapy. Okapy te zaliczane są do form jaskiniowych. Są to: Długi Okap, Okap na Półce z Meandrem i Okap z Oknem. Ponadto w skałach występują dwie jaskinie: Jaskinia za Źródłem Pierwsza i Jaskinia za Źródłem Druga.

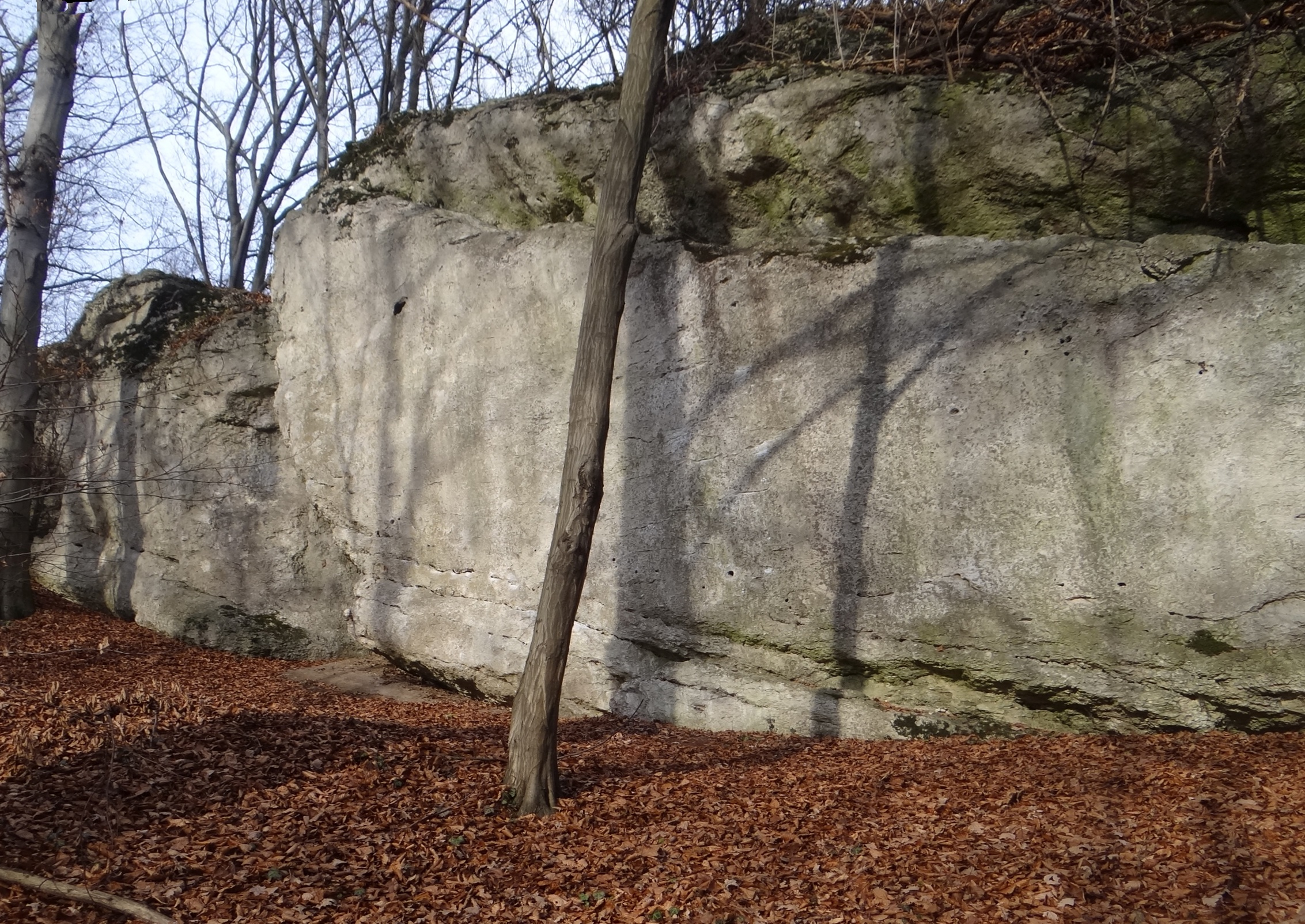
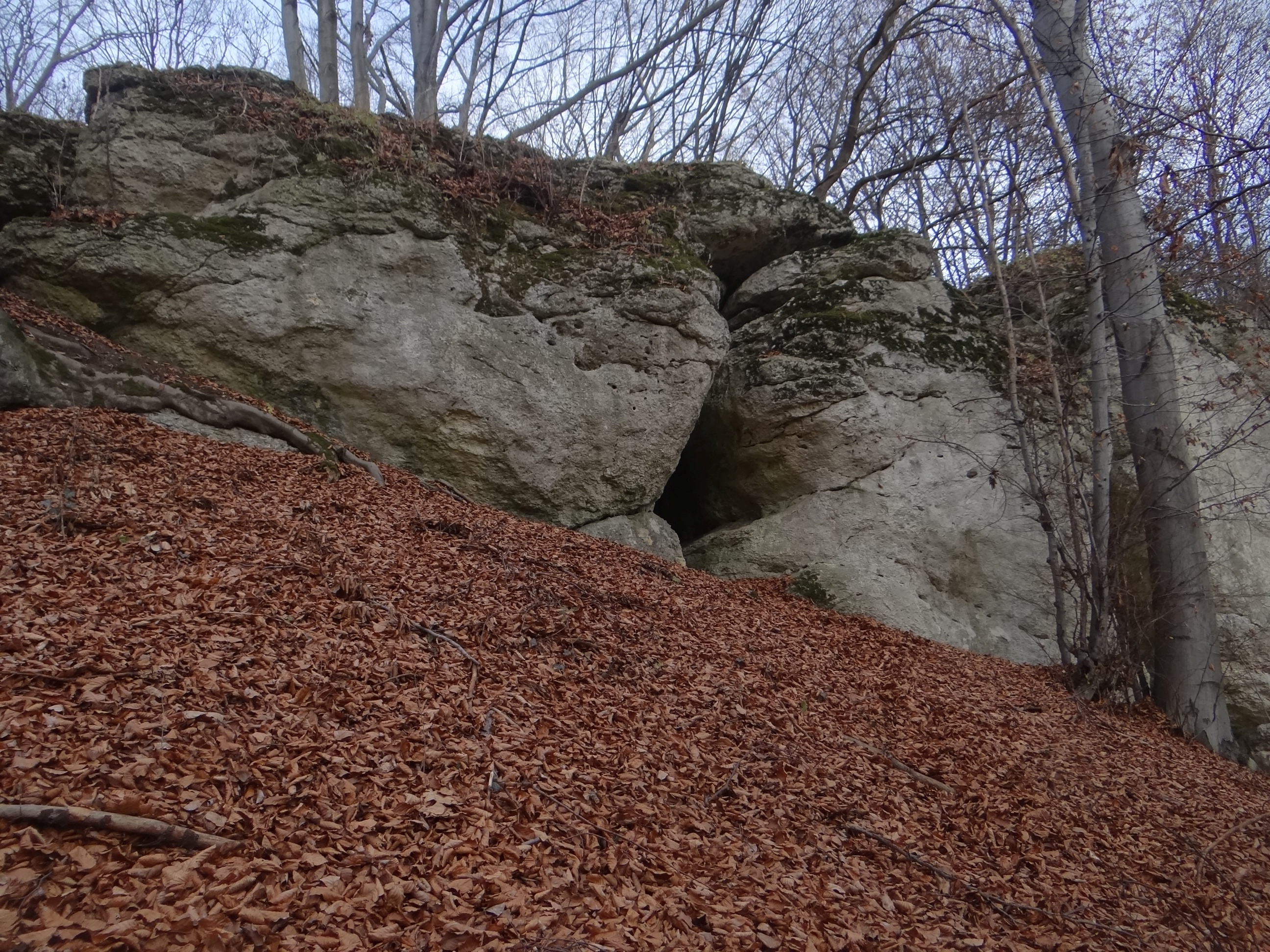
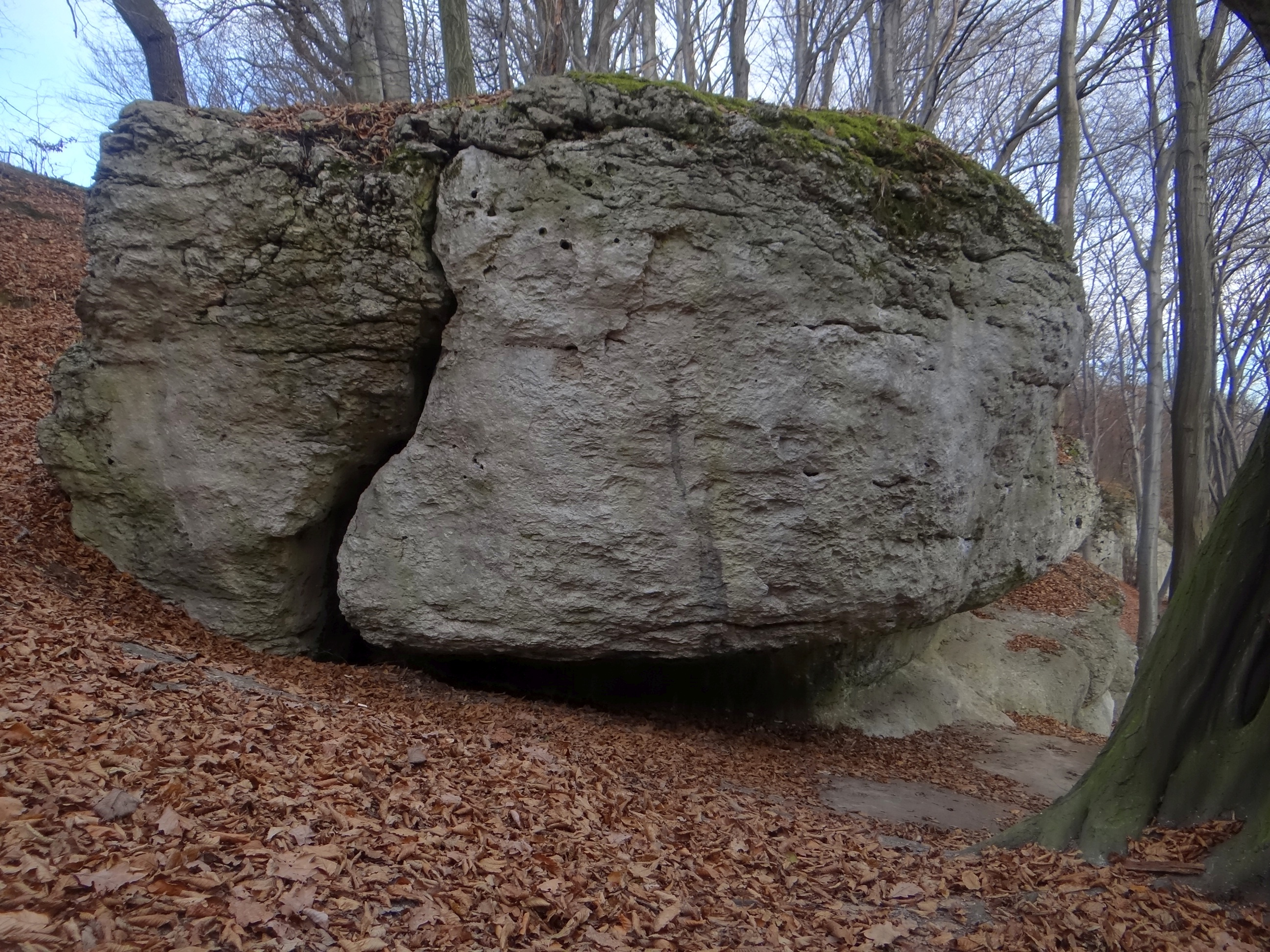
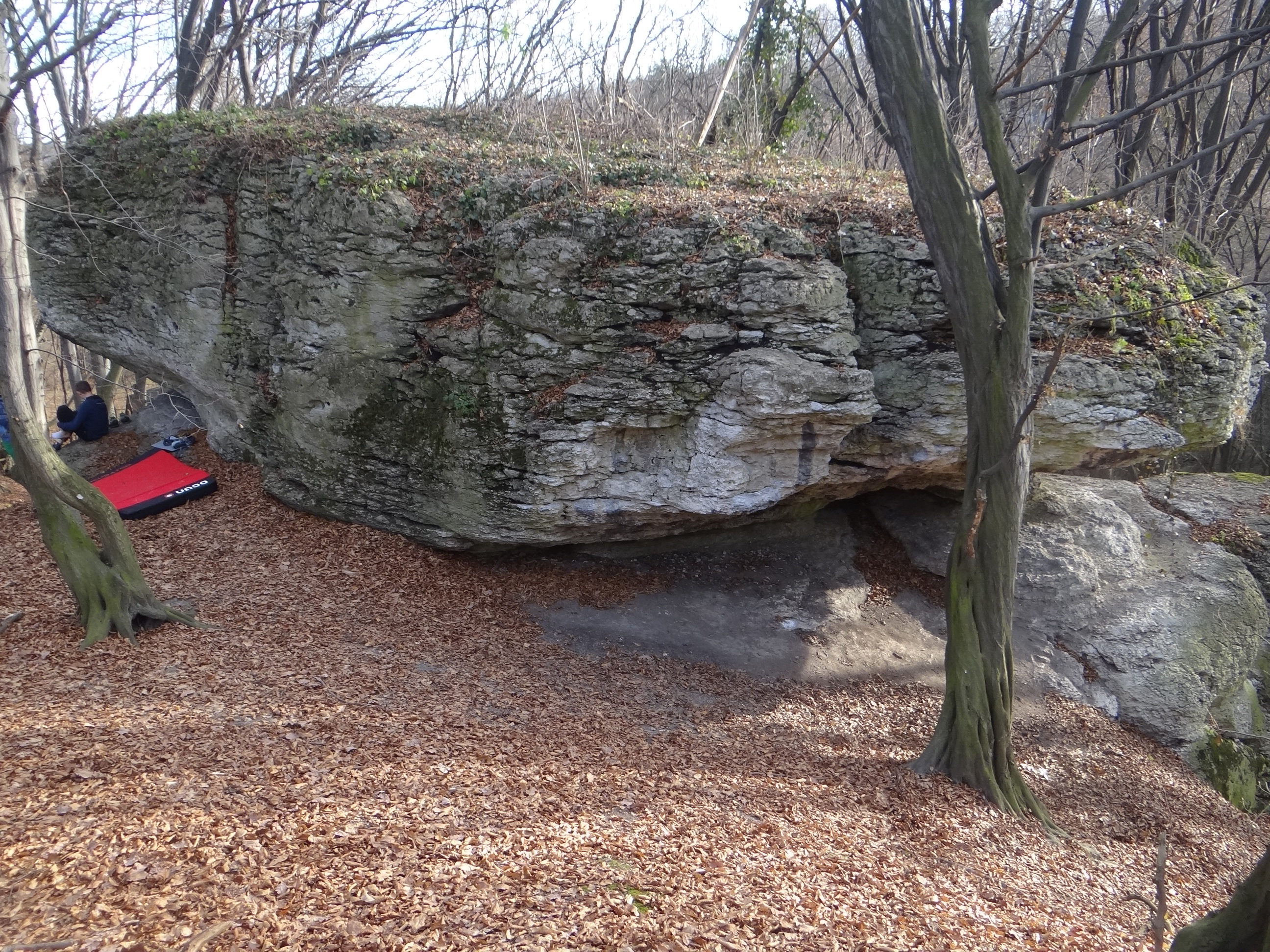
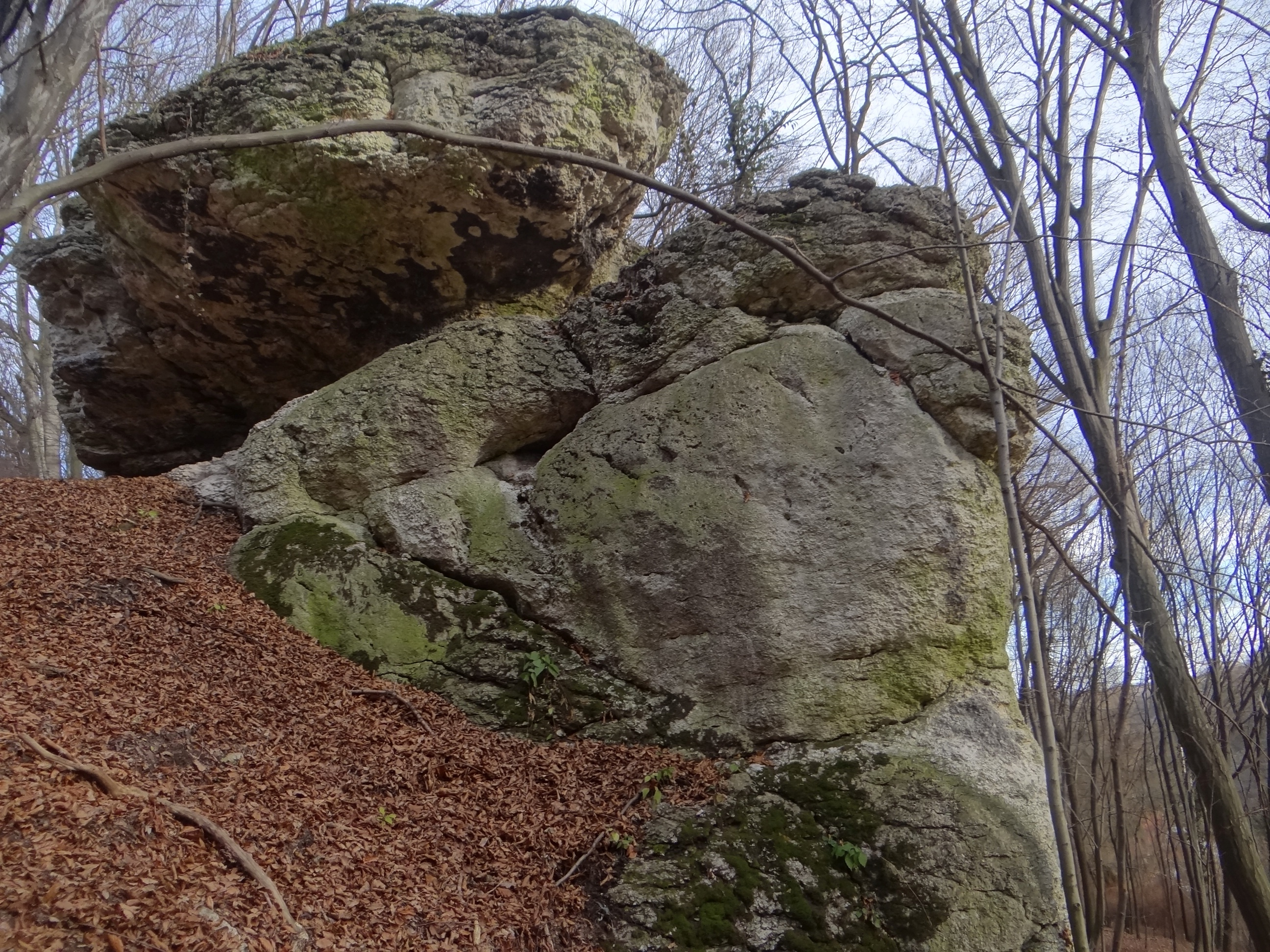
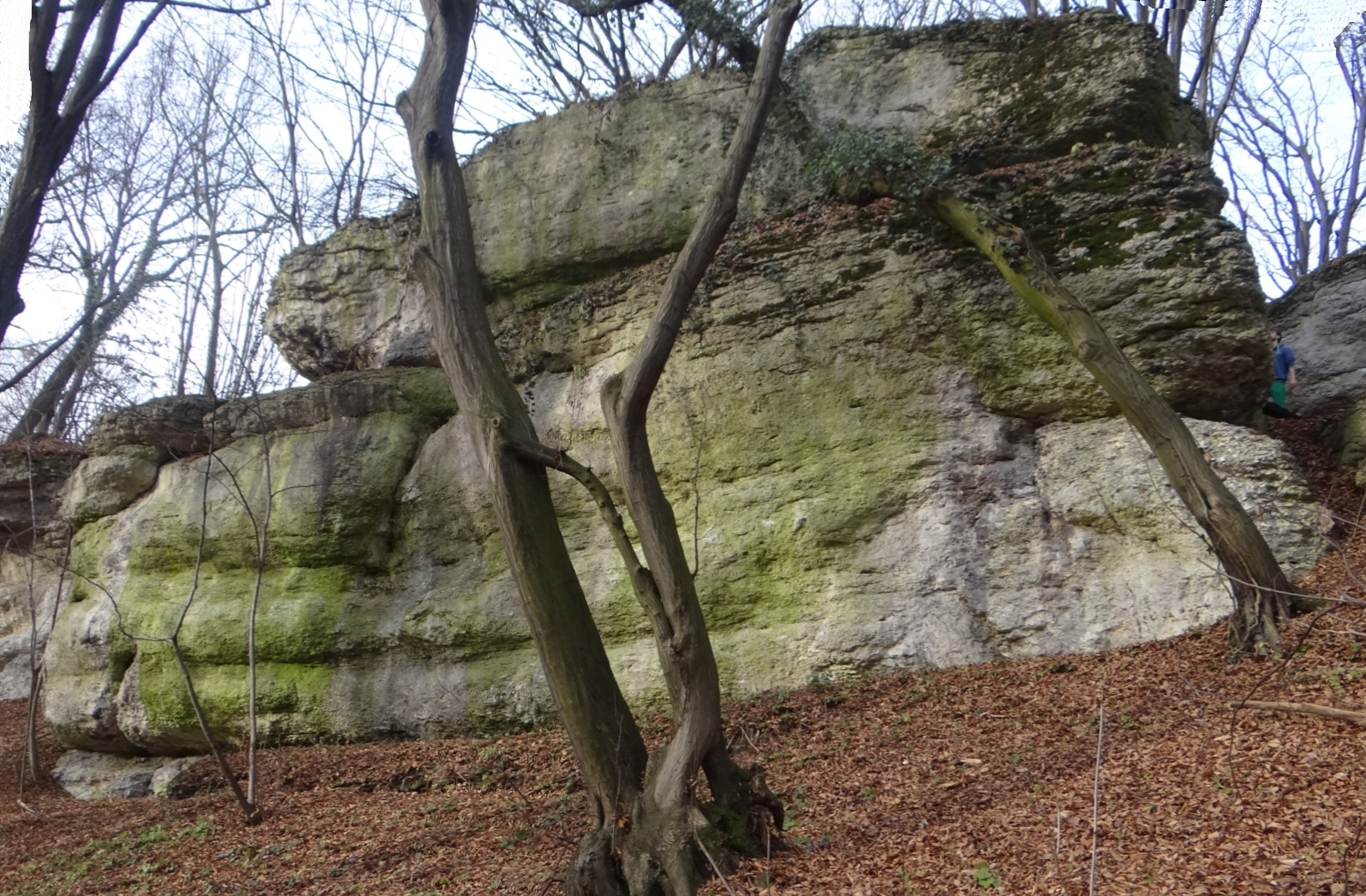
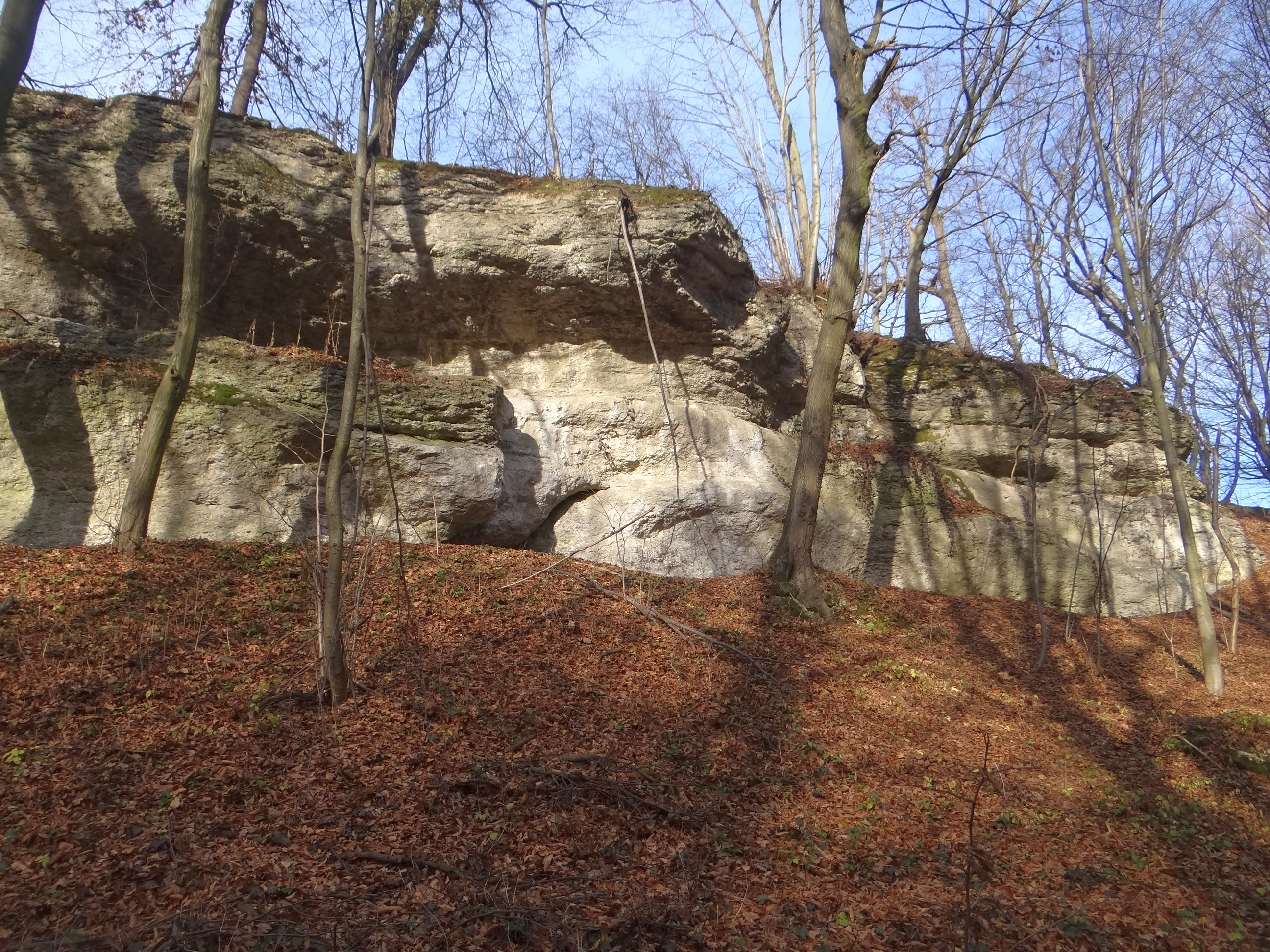

Po wschodniej stronie Grupy Krowy znajdują się mniejsze skałki zaliczane do Grupy Salamandry